# Бульон из сена
Бульон из сена — рецепт супа Натальи Борисовны Нордман-Северовой, второй жены Ильи Репина, главной проповедницы сыроедения в Петербурге начала XX века.
Бульон варился из сена с добавлением лука, лаврового листа, с добавлением перца и соли.
Бульон предлагался как замена остальным бульонам; рекомендовался для очистки почек. На нём варили вегетарианские борщи.
В 1911 году Нордман опубликовала знаменитую «Поваренную книгу для голодающих».
Бульон из сена был популярным блюдом в вегетарианских столовых начала XX века в Петербурге.